# Rosendal (Hordaland)
 For alternative betydninger, se Rosendal. (Se også artikler, som begynder med Rosendal)
Rosendal er en by der er administrationscenter i Kvinnherad kommune i Vestland fylke i Norge. Byen har 944 indbyggere (2012), og er kommunens største turistbygd.

## Stedet
Geografisk ligger Rosendal ved udmundingen af Hardangerfjorden og mellem bjergene Skålafjell, Melderskin og Malmangernuten. Fra Rosendal er der adkomst til Myrdal med det fiskerige Myrdalsvatnet for enden.
Man kan køre fra Rosendal til Odda gennem Folgefonntunnelen, som åbnede 15. juni 2001. Folgefonntunnelen er den eneste fastlandsforbindelse ud af kommunen fra Rosendal. Man kan også komme til Rosendal via færgeforbindelserne Gjermundshavn-Årsnes, Skjersholmane-Ranavik, Utbjoa-Sydnes eller Skånevik-Utåker, eller tage den totimers færgerejse fra Bergen med afgang to gange for dagen. 

## Seværdigheder og fritidsaktiviteter
I Rosendal ligger også den største turistattraktion i kommunen, baroniet Rosendal oprettet i 1678 af kong Christian 5.; i dag et museum, som belyser unionstiden med Danmark. Kvinnherad kirke i Rosendal er en stenkirke fra cirka 1250. Der er også et skibsbygningsmuseum i bygden. Hvert år arrangeres festivaler som Rosendal musikfestival,  Rosendal mad- & kunstfestival m.fl.
I Rosendal Havn er der plads til op til 100 gæstebåde - og der er vand, strøm, internet og servicebygning m.m.
Rosendal har en nybygget ridehal. Der er 30–35 heste i Rosendal, de fleste af norsk fjordhest, Norges nationale hesterace. Hesten Rosendalsborken (borka = uldfarvet, dvs. "hvid" eller "gulhvid", en fjordhests typiske farve) har også fået en statue af sig. 
I Steinparken et stenkast fra kommunehuset kan man opleve et udvalg af Folgefonnhalvøens mangfoldige sten- og bjergtyper. I Rosendal ligger også Folgefonna nationalparkcenter.
Rosendal er sammen med Husnes Kvinnherad kommunes tusindårssted. Tusindårsstedet i Rosendal er markeret med en skulptur på Bankpladsen.